# Гелион
Гелио́н — ядро лёгкого изотопа гелия, 3He. Гелион состоит из двух протонов и нейтрона. Стабилен. Возбуждённых уровней не имеет. Спин ½, чётность положительна. Масса гелиона равна 5,00641214(86)⋅10−27 кг, или 2808,39142(24) МэВ. Сечение радиативного захвата тепловых нейтронов равно 0,031(9) миллибарн. Магнитный дипольный момент ядра равен −2,12762485(7) ядерного магнетона.
Возникает в бета-распаде трития и в термоядерных реакциях (в частности, входит как промежуточный продукт в протон-протонный цикл, являющийся основным источником энергии Солнца). Используется как бомбардирующая частица в ускорителях заряженных частиц.
Кроме стандартного обозначения нуклида 3He или 3
2He, гелион может в записях ядерных реакций обозначаться буквой h (прямым шрифтом, чтобы отличать от постоянной Планка). Например, реакция образования гелиона из дейтрона и протона
{\displaystyle \mathrm {{^{2}}D+{^{1}}H\rightarrow {^{3}}He+\gamma } +{\text{5,49 МэВ}}}
может быть записана также как d(p, γ)h + 5,49 МэВ.